# Chaskowo
Chaskowo [ˈxaskovo] (bulgarisch Хасково, türkisch Hasköy) ist eine Stadt in Bulgarien, in einem hügeligen Talkessel gelegen. Die Stadt gilt als Straßenverkehrsknotenpunkt und ist Verwaltungssitz der gleichnamigen Oblast Chaskowo.

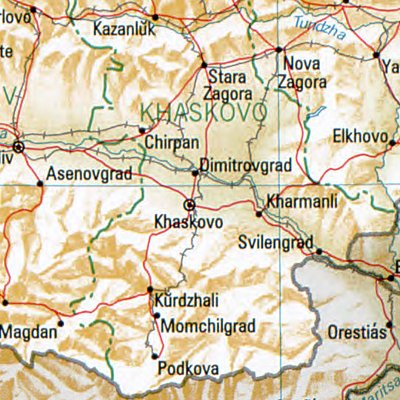
Chaskowo (hier: Khaskovo) mit den Nachbarorten Assenowgrad, Kasanlak, Stara Sagora, Nowa Sagora, Tschirpan, Dimitrowgrad, Charmanli, Swilengrad, Elchowo, Orestias, Podkowa, Momtschilgrad, Kardschali, Madan.

## Geschichte
Siedlungen in dieser Region gab es in der späten Bronzezeit durch thrakische Stämme. Aus dieser Zeit stammt das Thrakergrab von Alexandrowo. Archäologische Ausgrabungen zeigen die Überreste befestigter Siedlungen aus dem 5. Jahrhundert vor Christus. Das 64 km entfernte Plowdiw war die Hauptstadt der Thraker. Im 1. Jahrhundert stand die Region unter der Kontrolle des Römischen Reiches, Ende des 4. Jahrhunderts des Byzantinischen Reiches. Im 8. Jahrhundert wurde die Region vom ersten bulgarischen Reich erobert und die Stadt Chaskowo gebaut, die Befestigungsfunktion aufwies und gleichzeitig die Hauptstraße sichern sollte, die durch das Gebiet führte.

## Stadtbild

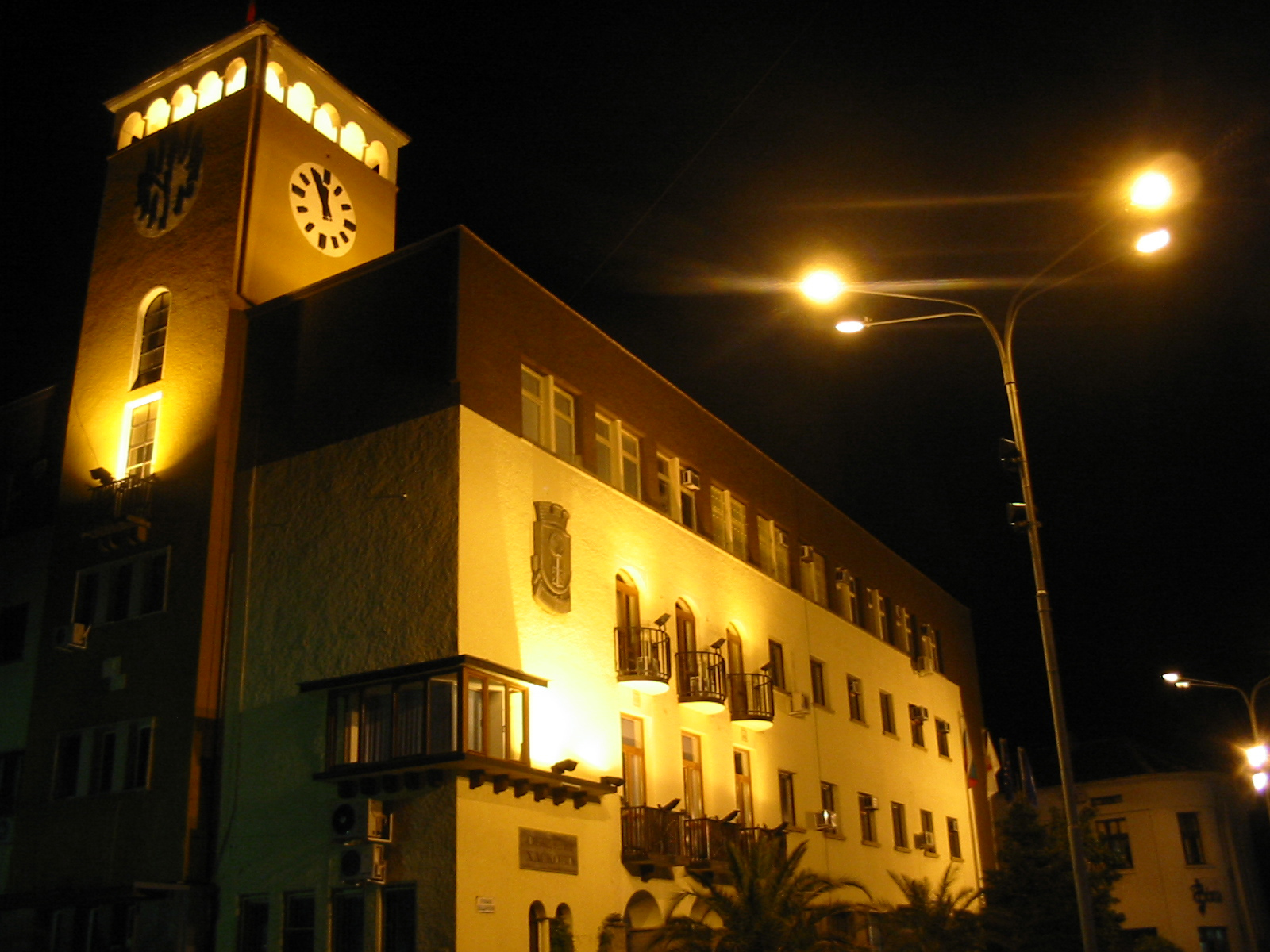
Rathaus (2005)

Das Zentrum der Stadt ist als Fußgängerzone mit zahlreichen Geschäften gestaltet, es gibt eine Freiluftbühne in der Stadt.
Sehenswürdigkeiten sind:
- das historische Museum[2]
- eine Statue der Jungfrau Maria, die als die höchste Europas gilt
- eine Moschee von 1395 (die älteste in Bulgarien)
- Denkmäler unter anderem für Petko Wojwoda, einen Mitkämpfer von Garibaldi
- die Kirche Sv. Archangel mit geschnitzter Ikonostase und Fresken
- das Stadttheater[3]

In der Nähe der Stadt befinden sich Mineralbäder, in denen die Winiwarter-Buergersche Krankheit behandelt wird. In der Nähe ist der Naturpark Kenana.

## Verkehr
Der Flughafen Haskovo Malevo hat seinen Dienst eingestellt. Der Flughafen Plowdiw liegt rund 75 km westlich.
Der Autobuszentralbahnhof Haskovo ist mit Autobusverbindungen von Plowdiw, Sofia und Burgas erreichbar.

## Bildung
Neben dem
- Zweiginstitut der Universität für National- und Weltwirtschaft (UNWE)[6][7]
- Zweiginstitut der Trakische Universität Stara Sagora
- Chasten Collage (College für Informatik, Tourismus und Betriebswirtschaft) in Chaskowo[8]

verfügt Chaskowo auch noch über ein
- deutschsprachiges Gymnasium der DSD[9] und ein
- russisches Gymnasium.[10]

## Söhne und Töchter der Stadt
- Assen Slatarow (1885–1936), Lebensmittelchemiker
- Wassil Boschinow (1888–1966), Komponist
- Asparuch „Ari“ Leschnikow (1897–1978), Sänger, Tenor des Berliner Ensembles Comedian Harmonists
- Georgi Tscherkelow (1930–2012), Schauspieler
- Dimiter Inkiow (1932–2006), Kinderbuchautor
- Ertuğrul Yalçınbayır (* 1946), türkischer Politiker, stellvertretender Ministerpräsident und Staatsminister im Kabinett Gül
- Ciguli (1957–2014), Sänger und Akkordeon-Virtuose
- Tonka Wojahn (* 1975), deutsche Politikerin
- Assen Wassilew (* 1977), Politiker
- Grigor Dimitrow (* 1991), Tennisspieler
- Gabriela Petrowa (* 1992), Dreispringerin

## Städtepartnerschaften
Chaskowo unterhält Städtepartnerschaften mit sechs Städten:
| Stadt               | Land                   | seit |
| ------------------- | ---------------------- | ---- |
| Châtillon-sur-Indre | Frankreich             | 2012 |
| Edirne              | Türkei                 | 2009 |
| Enguera             | Spanien                | 2008 |
| Leicester           | Vereinigtes Königreich | 2005 |
| Schatura            | Russland               | 2008 |
| Wieden, Wien        | Österreich             | 2009 |
| Viseu               | Portugal               | 2008 |

## Sonstiges
Die Stadt ist seit 2005 Namensgeberin für die Haskovo Cove, eine Bucht von Greenwich Island in der Antarktis.